# Secretul doctorului Honigberger
„Secretul doctorului Honigberger” este o nuvelă fantastică scrisă de Mircea Eliade și publicată în 1940. Ea a apărut în numerele din martie și aprilie 1940 ale Revistei Fundațiilor Regale din București, sub titlul „Tărâmul nevăzut”. O versiune lărgită a nuvelei a fost inclusă în iulie 1940 în volumul Secretul doctorului Honigberger (Ed. Socec, București, 1940), alături de o altă povestire fantastică scrisă la începutul aceluiași an, „Nopți la Serampore”. Ambele nuvele relatează o serie de practici oculte indiene.:p. 494
Nuvela se referă la cercetarea dispariției stranii a unui medic și orientalist bucureștean pe nume Zerlendi după ce începuse să se documenteze cu privire la practicile oculte realizate de medicul și farmacistul sas transilvănean Johann Martin Honigberger. Tema principală o reprezintă căutarea iluminării spirituale, o taină accesibilă doar unor persoane inițiate, care se realizează aici prin ieșirea din timp și spațiu cu ajutorul practicilor yoga.:p. 226

## Rezumat

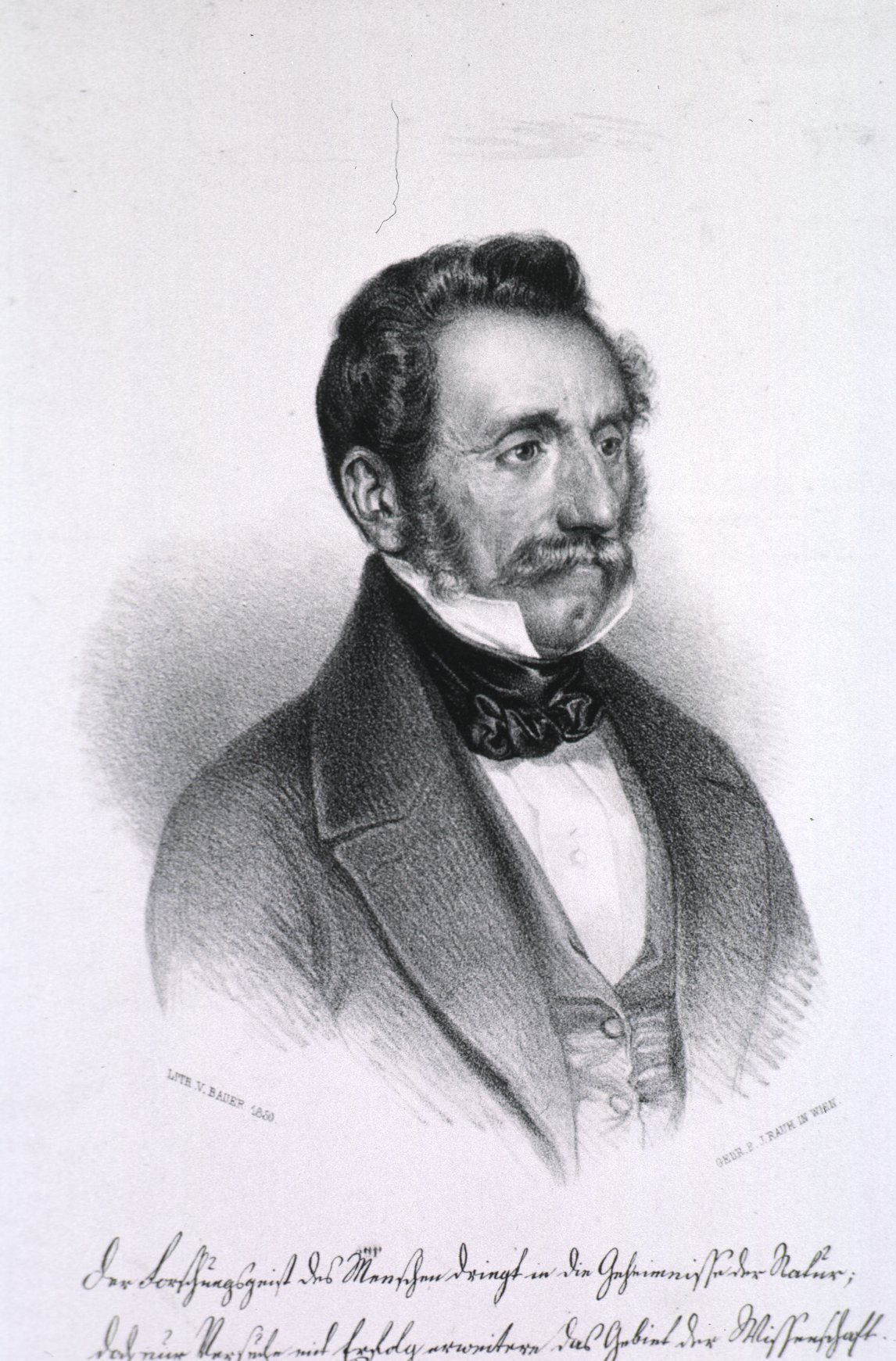
Medicul şi farmacistul sas Johann Martin Honigberger. Litografie din anul 1850.

La începutul secolului al XX-lea, un medic bucureștean pe nume Zerlendi începe să se intereseze de viața doctorului brașovean Johann Martin Honigberger (1795-1869), cu scopul de a scrie o biografie a acestuia. Pe măsură ce se documentează cu privire la viața lui Honigberger, el descoperă că acesta avea preocupări ocultiste. Treptat, doctorul Zerlendi începe să se intereseze de practicile oculte, renunțând la scrierea biografiei. El adoptă un stil de viață ascetic, renunțând la tutun, alcool, cafea și carne, și începe să experimenteze o serie de practici yoghinice (cum ar fi catalepsia, levitația, invizibilitatea etc.). Finalmente, Zerlendi dispare fără urmă la 10 septembrie 1910, neluându-și cu el nicio haină sau document.
Nedumerită de acest eveniment straniu, soția sa a invitat câteva persoane care să afle ce s-a întâmplat. Cei care au încercat să elucideze misterul dispariției au trecut și ei prin întâmplări stranii. Fratele doamnei, prefectul, care adusese un învățat francez pentru a cerceta biblioteca, a murit doi ani mai târziu. Un ofițer german pe nume Hans, rămas în București după ocupație, a murit în anul 1921 într-un accident de vânătoare, la o moșie a familiei Zerlendi, după ce afirmase că începe să înțeleagă „tainele” lui Honigberger, dar că nu știe suficient de bine limba română.
Doamna Zerlendi a lipsit din țară o lungă perioadă, iar biroul și biblioteca soțului ei au rămas aproape neschimbate. Casa fusese vizitată de atunci doar de câțiva prieteni, care nu aveau pregătirea specială pe care o dobândise dr. Zerlendi. Invitată de doamna Zerlendi pentru a cerceta bogata colecție orientală, scriitoarea Bucura Dumbravă a venit după mai multe amânări și a fost foarte interesată, spunând că a găsit aici cărți pe care le ceruse cândva de la British Museum. Ea și-a făcut unele însemnări și a promis să revină după întoarcerea sa din India, unde s-a dus să participe la un congres teozofic, dar a murit la Port-Said fără a mai apuca să pună piciorul pe pământ românesc.
În toamna anului 1934, doamna Zerlendi îi scrie naratorului, care tocmai se întorsese din India, invitându-l să cerceteze colecțiile orientale adunate de soțul ei pentru a-i continua activitatea documentară.:p. 427 Curios, naratorul se deplasează la casa familiei Zerlendi de pe strada S. nr. 17 (aflată în centrul Bucureștilor, foarte aproape de Calea Victoriei) și acceptă să se documenteze pentru a valorifica munca neterminată a doctorului.
Timp de câteva săptămâni, naratorul a petrecut cel puțin trei după-amiezi pe săptămână în biblioteca doctorului Zerlendi. Studiind materialele adunate de Zerlendi, el își dă seama că manuscrisul se întrerupea odată cu reîntoarcerea lui Honigberger la Alep, prin 1822, materialele scrise alcătuind abia un sfert din biografia propriu-zisă. Într-una din zile, fiica doamnei Zerlendi, Smaranda, intră în camera de studiu și îi spune tânărului cercetător că pe mama ei o interesează mai mult misterul dispariției soțului ei decât scrierea biografiei lui Honigberger.:p. 427 La rugămintea naratorului, Smaranda îl informează că tatăl ei n-a murit, ci că a dispărut de acasă fără să-și ia cu el haine, acte sau bani, nelăsând nici o scrisoare soției sau vreunui prieten. Doctorul nu a mai fost văzut de atunci de nimeni și nici nu s-a mai auzit nimic de el.
Surprins de cele auzite, naratorul renunță să se mai documenteze cu privire la Honigberger și începe să cerceteze caietele personale ale doctorului Zerlendi. Majoritatea acestora conțineau traduceri din limba sanscrită. În ziua următoare, el descoperă un caiet pe a cărei primă pagină se afla transcrierea câtorva pasaje din Upanișade, în timp ce fraza transcrisă pe primul rând din pagina a doua era o traducere în limba sanscrită a primei fraze din Evanghelia lui Ioan. Citind frazele următoare, el descoperă că acel caiet era un jurnal al doctorului Zerlendi început la 10 ianuarie 1908 și scris în limba română cu litere sanscrite.
Servitoarea Arnica intră în cameră după scurtă vreme și-i spune naratorului că în următoarele două zile se va face în casă o curățenie generală. Aproape fără să-și dea seama, naratorul ascunde caietul sub haină și se duce acasă. În aceeași seară, el citește însemnările și află că doctorul Zerlendi ajunsese să stăpânească o serie de practici yoghinice,:p. 427 căutând căile de a atinge țara mitică Shambala. Exercițiile de a se face invizibil îi reușesc, dar ca urmare a slăbirii voinței el nu mai poate să revină la starea anterioară.:p. 495 Ultima însemnare din jurnalul doctorului este următoarea: „12 septembrie. De alaltăieri noaptea, nu mă mai pot întoarce. Am luat caietul acesta, și creionul, și scriu pe scara care duce la pod. Îl voi ascunde, apoi, printre caietele mele de studii. Mă cuprinde însă groaza la gândul că aș putea totuși rătăci drumul spre Shambala”.:p. 301
Naratorul decide să înapoieze caietul și să i-l citească în întregime doamnei Zerlendi. Timp de câteva săptămâni nu reușește să o găsească, servitoarea spunându-i că doamna ori este bolnavă, ori este plecată la moșie. Abia pe la sfârșitul lui februarie 1935, este primit în casă de Smaranda și de doamna Zerlendi, care nu-l mai recunosc. Cele două femei îi spun că biblioteca fusese risipită în timpul ocupației germane a Bucureștilor, iar servitoarea Arnica murise cu 15 ani în urmă.:p. 428 Plimbându-se buimac pe străzi, naratorul pretinde că „numai după ce am rătăcit multă vreme pe străzi și mi-am venit în fire, mi s-a părut că înțeleg tâlcul acestei uluitoare întâmplări. Dar n-am îndrăznit să-l mărturisesc nimănui, și nici în această povestire nu îl voi destăinui. Viața mea și așa a fost îndestul de încercată, în urma tainelor pe care d-na Zerlendi m-a îndemnat să le cercetez, fără să aibă dezlegarea doctorului...”.:p. 305 Trecând pe aceeași stradă câteva luni mai târziu, naratorul observă că vechea casă boierească este demolată, îngropându-și taina pentru totdeauna.

## Structură
Nuvela este împărțită în 10 capitole numerotate cu cifre arabe și fără titluri.

## Personaje
- naratorul — tânăr orientalist care petrecuse câțiva ani în India, unde studiase filozofiile și religiile orientale; a publicat câteva romane și tratate filozofice
- doamna Sofia Zerlendi — soția doctorului Zerlendi, femeie trecută de 50 de ani care „îmbătrânea asemenea femeilor din alte veacuri; înțelegând, într-un chip tainic, că prin moarte se va apropia de marea iluminare a tuturor înțelesurilor, iar nu de sfârșitul unei vieți pământene”[6]:p. 255
- Smaranda — fiica doctorului Zerlendi, femeie trecută de 30 de ani, „înaltă, subțire, aproape slabă”; era elevă în clasa a II-a primară la momentul dispariției dr. Zerlendi, a fost logodită ulterior cu ofițerul german Hans, care a murit într-un accident de vânătoare petrecut în 1921
- Arnica — servitoarea bătrână și șchioapă din casa familiei Zerlendi

### Surse de inspirație

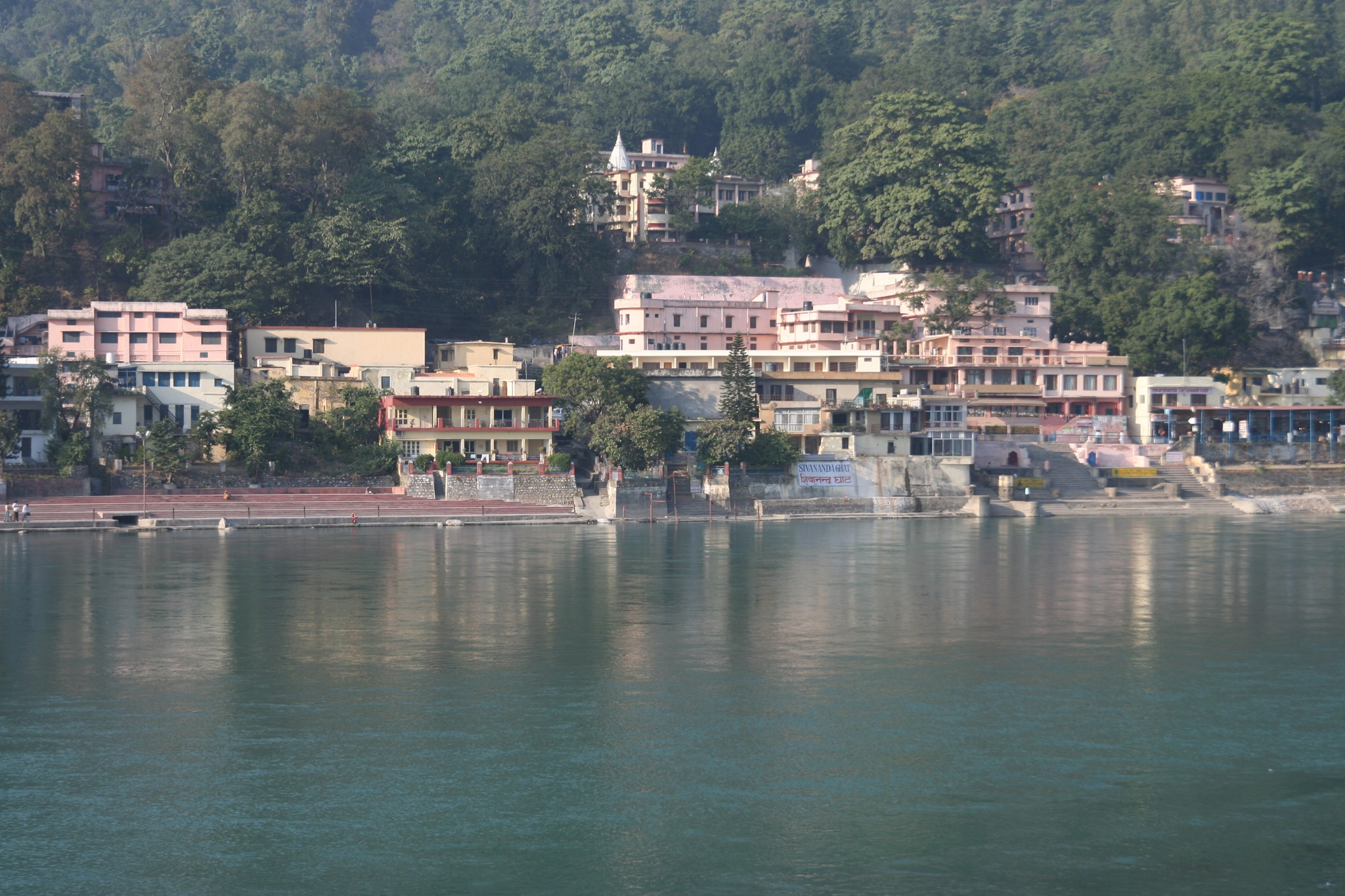
Ashramul Sivananda din Rishikesh, sediul Societății Vieții Divine, fondate de Sivananda Saraswati în 1936

## Scrierea nuvelei